# 厄沃塞
厄沃塞（德語：Oeversee，德語發音：[ˈøvɐzeː]）是德国石勒苏益格－荷尔斯泰因州的一个市镇。总面积36.26平方公里，总人口3300人，其中男性1669人，女性1631人（2011年12月31日），人口密度91人/平方公里。